# Ambérieux
Ambérieux – miejscowość i gmina we Francji, w regionie Owernia-Rodan-Alpy, w departamencie Rodan.
Według danych na rok 1990 gminę zamieszkiwało 378 osób, a gęstość zaludnienia wynosiła 83 os./km² (wśród 2880 gmin regionu Rodan-Alpy Ambérieux plasuje się na 1254. miejscu pod względem liczby ludności, natomiast pod względem powierzchni na miejscu 1552.).

## Galeria

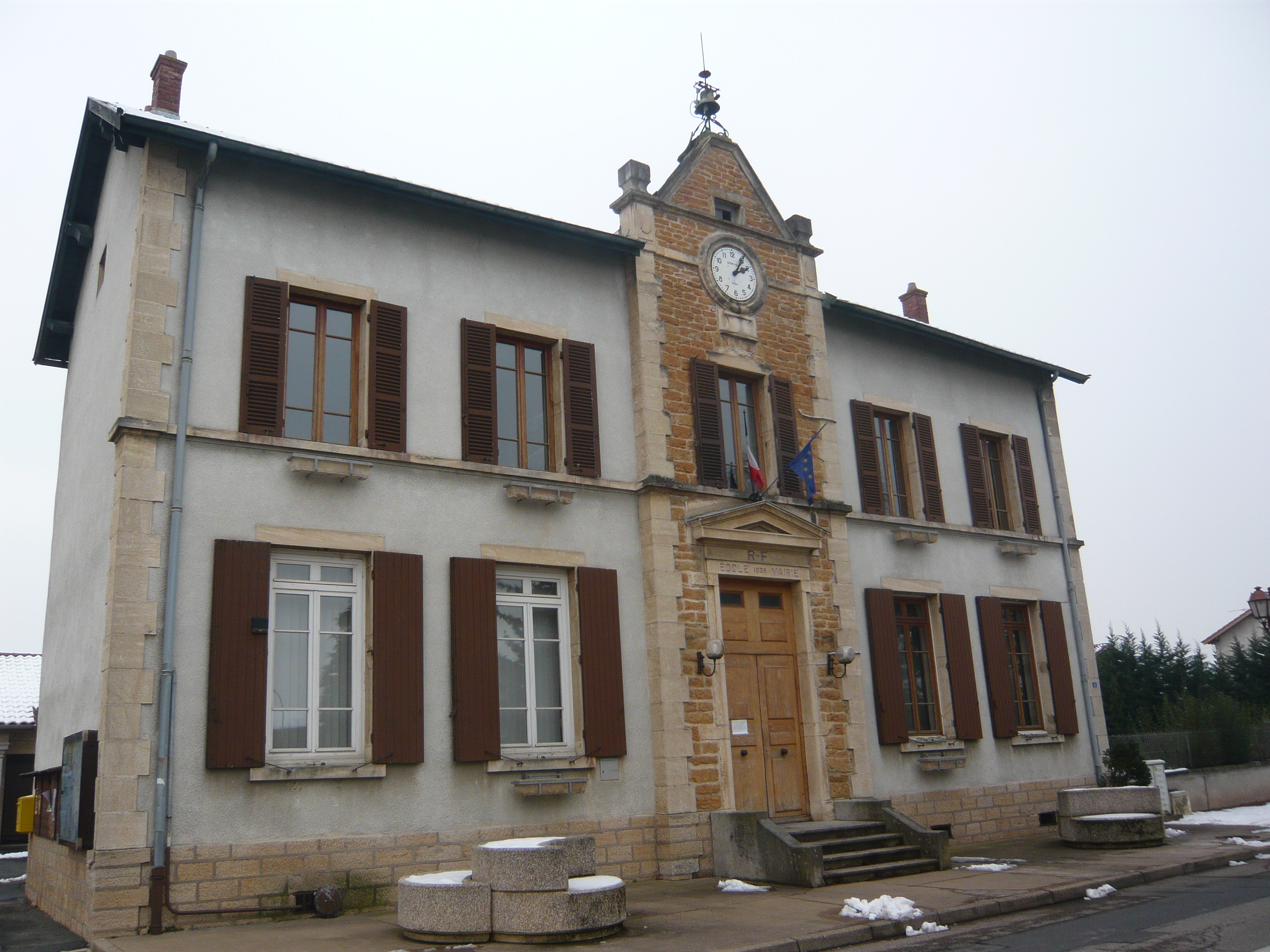
Ratusz w Ambérieux, 2010
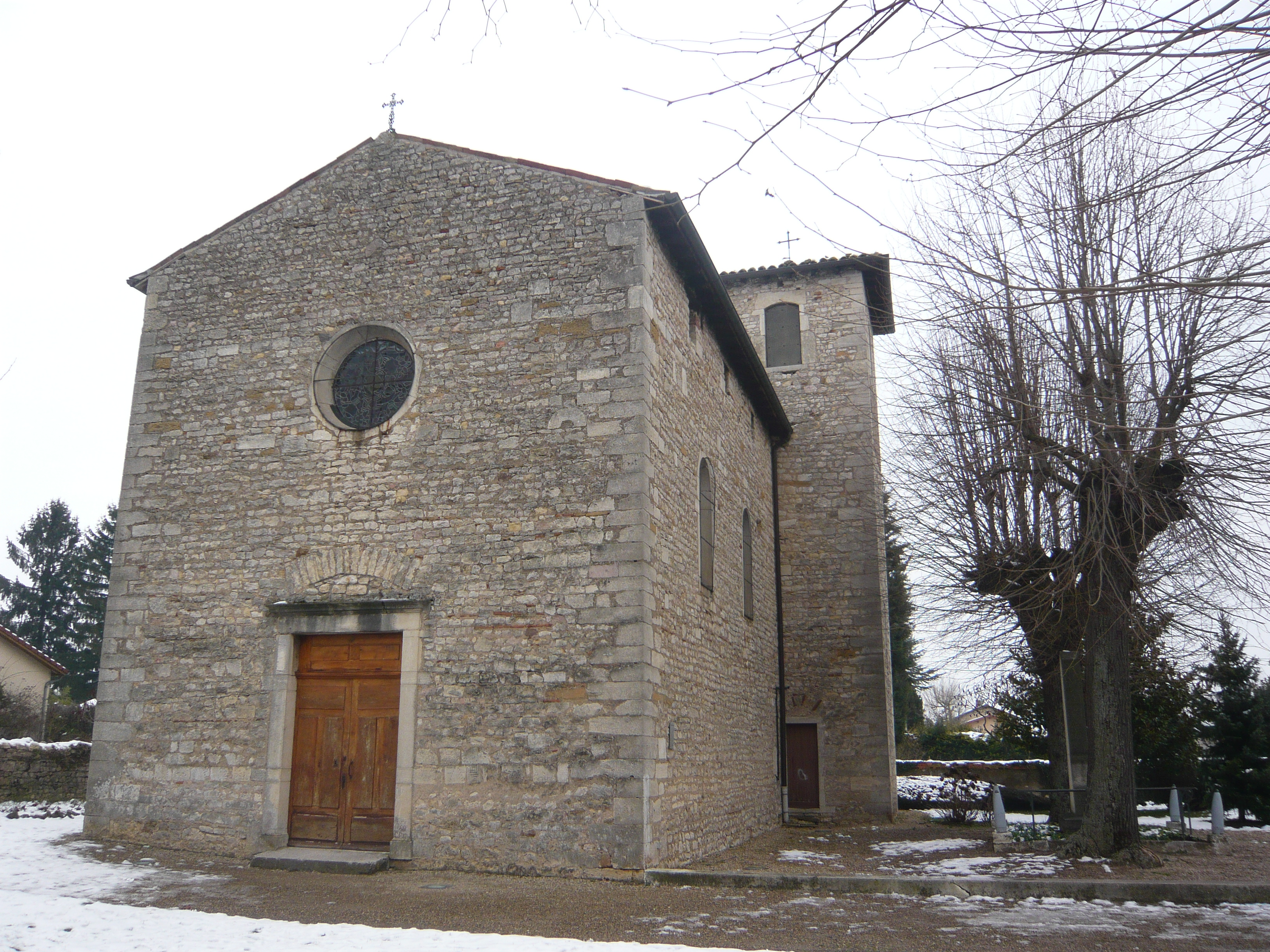
Kościół w Ambérieux, 2010